# Eli Rosenbaum
Eli M. Rosenbaum (* 8. května 1955, Long Island, New York) je americký právník a bývalý ředitel Úřadu zvláštního vyšetřování (Office of Special Investigations – OSI) Ministerstva spravedlnosti USA. V letech 1994 až 2010 byl zodpovědný za identifikaci, denaturalizaci a deportaci nacistických zločinců.

## Život
Eli Rosenbaum se narodil rodičům Irvingovi a Hanni Rosenbaumovým. Jeho otec, který byl Žid a v roce 1938 unikl nacistickému režimu, byl veteránem severoafrické a evropské fronty druhé světové války. Po válce, když ještě sloužil v americké armádě, vyslýchal bývalé nacisty a kolaboranty (např. filmařku Leni Riefenstahlovou), z nichž někteří byli poté souzeni v Norimberku i jinde.
Eli vystudoval v roce 1976 Pensylvánskou univerzitě, kde také získal titul MBA. Po absolvování právnické fakulty na Harvardu v roce 1980 byl zaměstnán ministerstvem spravedlnosti USA.

## Lovec nacistů
Rosenbaum pracoval v OSI v letech 1980 až 1984. Tehdy odešel do manhattanské advokátní kanceláři Simpson Thacher & Bartlett. Do OSI se vrátil v roce 1988 a byl jmenován nejprve zástupcem ředitele a později ředitelem.
Za svého působení v OSI vypátral více než 100 bývalých nacistů, kteří se ukrývali v USA. Odhalil např. německého raketového inženýra Arthura Rudolpha, který při vývoji německé rakety V-2 využíval otrocké práce vězňů koncentračního tábora Mittelbau-Dora. Rudolph po válce pracoval i na vývoji amerických raket, ale Rosenbaum docílil toho, že se zřekl amerického občanství a vrátil se do Německa.